# Andrușul de Sus, Cahul
Andrușul de Sus este un sat din raionul Cahul, Republica Moldova.

## Etimologie
Toponimul Andrușu reprezintă un oiconim antroponimic, având forma de origine Andruș, modificată mai târziu din numele Andrei.

## Geografie
Satul are o suprafață de aproximativ 1,17 km², cu un perimetru de 5,38 km. Comuna Andrușul de Sus are o suprafață totală de 31,35 km², fiind cuprinsă într-un perimetru de 29,10 km.

## Populație
Structură etnică
     moldoveni (98,42%)
     ucraineni (0,28%)
     ruși (0,23%)
     găgăuzi (0,11%)
     bulgari (0,17%)
     români (0,73%)
     alte etnii / nedeclarată (0,06%)
În anul 1997, populația satului Andrușul de Sus a fost estimată la 1800 de cetățeni. Conform datelor recensământului din anul 2004, populația satului constituie 1769 de oameni, 889 (50.25%) fiind bărbați iar 880 (49.75%) femei. Structura etnică a populației în cadrul satului arată astfel:
- moldoveni — 1741;
- ucraineni — 5;
- ruși — 4;
- găgăuzi — 2;
- bulgari — 3;
- români — 13;
- altele / nedeclarată — 1.

În satul Andrușul de Sus au fost înregistrate 564 de gospodării casnice la recensământul din anul 2004. Membrii acestor gospodării alcătuiau 1769 de persoane, iar mărimea medie a unei gospodării era de 3,1 persoane. Gospodăriile casnice erau distribuite, în dependență de numărul de persoane ce le alcătuiesc, în felul următor:
- 21,99% — 1 persoană
- 17,20% — 2 persoane
- 18,44% — 3 persoane
- 22,34% — 4 persoane
- 11,17% — 5 persoane
- 8,87% — 6 și mai multe persoane.

## Administrație și politică
Componența Consiliului local Andrușul de Sus (9 consilieri), ales la 5 noiembrie 2023, este următoarea:
|  | Partid                               | Consilieri | Componență | Componență | Componență | Componență | Componență |
|  | ------------------------------------ | ---------- | ---------- | ---------- | ---------- | ---------- | ---------- |
|  | Partidul Acțiune și Solidaritate     | 5          |            |            |            |            |            |
|  | Partidul Democrat Modern din Moldova | 4          |            |            |            |            |            |